# Barranc de Pinós
El Barranc de Pinós, que en el tram inicial del seu curs és anomenat Rasa de Pinós, és un torrent afluent per l'esquerra de la Riera de Madrona que neix al vessant nord de Santes Creus de Bordell. De direcció global cap al nord, després de deixar a llevant la masia de Pinós, desguassa al seu col·lector a poc més de 500 m. al nord de Cal Llobet. Fa tot el seu curs pel terme municipal de Pinell de Solsonès

## Xarxa hidrogràfica
La seva xarxa hidrogràfica, que també transcorre íntegrament pel terme municipal de Pinell de Solsonès, està constituïda per quatre cursos fluvials la longitud total dels quals suma 3.561 m.